# حسام عبد الله
حسام عبد الله هو لاعب كرة يد مصري من مواليد 8 سبتمبر 1966. شارك مع المنتخب مصر لكرة اليد في أولمبياد 1992 و 1996.

## روابط خارجية
- حسام عبد الله على موقع أوليمبيديا (الإنجليزية)